# 庫特布丁·艾伊拜克
庫特布丁·艾伊拜克（土耳其語：Kutbiddin Aybek；阿拉伯语：‎；波斯語：‎；1150年—1210年），印度德里蘇丹國奴隸王朝第一位國王，他本來是阿富汗古爾王朝一位欽察突厥族奴隸。
小時候，他與家人分離，被帶到呼羅珊尼沙普爾的奴隸市場。在那裡，著名的穆斯林神學家阿布·哈尼法的後裔卡齊·法赫魯丁·阿卜杜勒·阿齊茲·庫菲買下了他。艾巴克在卡齊的家中受到親切的對待，並與卡齊的兒子一起接受教育。除了古蘭經朗誦外，他還學會了射箭和騎馬。卡齊或他的一個兒子將艾巴克賣給了一位商人，而商人又將這個男孩賣給了古爾蘇丹穆罕默德·古爾。
他在1206年6月12日－1210年在位4年，在1210年在拉合爾打馬球時墮馬而死。